# 維茲尼亞 (馬林區)
50°43′37″N 29°19′2″E / 50.72694°N 29.31722°E
維茲尼亞（烏克蘭語：Візня），是烏克蘭北部的村莊，隸屬日托米爾州的科羅斯滕區。該村始建於1649年，面積0.67平方公里，海拔高度142米，2001年人口118，人口密度每平方公里176.38人。